# 김성남 (1954년)
김성남(한국 한자: 金成男, 1954년 7월 19일 ~ )은 현재 대한민국의 은퇴한 축구 선수이자 축구 지도자, 행정가이다. 큰형은 전 울산 현대 감독인 김정남이고 작은형은 교통방송 tbs 축구 해설위원인 김강남이다.
고려대학교를 졸업한 뒤 1983년 유공 코끼리의 창단 멤버로 프로 선수 생활을 시작해 대우 로얄즈에서 은퇴하였으며, 대한민국 청소년 대표팀과 국가대표팀 선수로도 활약하였다.
2005년 FC서울 스카우트로 선임되었고 2006년부터 2009년까지 FC 서울 2군 감독으로 재직하였으며 2011년부터 다시 FC 서울 2군 감독이 되었다.

## 같이 보기
- 김정남
- 김강남